# Ipameri (kommun)
Ipameri är en kommun i Brasilien.   Den ligger i delstaten Goiás, i den sydöstra delen av landet, 190 km söder om huvudstaden Brasília. Antalet invånare är 24 745.
Följande samhällen finns i Ipameri:
- Ipameri

Omgivningarna runt Ipameri är huvudsakligen savann. Trakten runt Ipameri är nära nog obefolkad, med mindre än två invånare per kvadratkilometer.